# Nimbarka
Nimbarka (Sanskrit: निम्बार्क, nimbārka) (ca. 11./12. Jh.), auch bekannt unter dem Namen Nimbarkacharya, war ein indischer Philosoph und Hauptvertreter des Dvaitadvaita-Vedanta, einer Lehre des dualistischen Nicht-Dualismus.

## Leben und Lehre
Die genaue Lebenszeit Nimbarkas gilt als unsicher, aber man vermutet, dass er im 11./12. Jh. wirkte. Er stammte aus Südindien, verbrachte als Verehrer Krishnas jedoch seine Zeit an dessen heiligen Stätten in Vrindavan bei Mathura, wo er sich niederließ und eine Radha-Krishna-Sekte gründete, die zeitweise eine große Bedeutung besaß, heute jedoch an Einfluss verloren hat. Er verfasste einen bekannten Kommentar zu den Brahma-Sutras mit dem Titel Vedānta-Pārijāta-Saurabha.
Seine Lehre wird als Dvaitādvaita-Vedānta bezeichnet, d. h. die Lehre von der Dualität und Nicht-Dualität oder Zweiheit und Nicht-Zweiheit (dvaita – advaita), ebenso auch als Bhedābheda-Vāda, die Lehre von der Verschiedenheit und Nicht-Verschiedenheit (bheda – abheda).  Dabei versucht er, die Vielheit in der Welt und die Einheit des Absoluten, des Brahman, zusammenzubringen, indem er erklärt, dass das Brahman im Prinzip zwar eins sei, aber verschiedene Formen annehme als unbelebte Welt, individuelle Seele und persönlicher Gott. Er identifiziert das Brahman mit Krishna, „der nach ihm also nicht eine Inkarnation Gottes, sondern dessen eigentliches Wesen ist.“ Ihm zur Seite steht seine Gefährtin Radha, „die hier zu einem Weltprinzip erhoben wird, durch welches Gott seine Wirksamkeit entfaltet.“